# Hans-Erich Keller
Hans-Erich Keller (* 8. August 1922 in Solothurn; † 23. Mai 1999 in Columbus, Ohio) war ein Schweizer Romanist und Mediävist.

## Leben und Werk
Keller war der Sohn des Dialektologen Oscar Keller. Er promovierte 1952 bei Walther von Wartburg in Basel mit Etude descriptive sur le vocabulaire de Wace (Berlin 1953) und habilitierte sich ebenda mit Etudes linguistiques sur les parlers valdôtains. Contribution à la connaissance des dialectes franco-provençaux modernes (Bern 1958). Von 1954 bis 1962 war er Gymnasiallehrer für Französisch, Italienisch und Spanisch. Zwischen 1955 und 1968 verfasste er zahlreiche Artikel für das Französische Etymologische Wörterbuch. 1959/60 war er Gastprofessor in Innsbruck, 1961/63 in Ann Arbor, Michigan. Von 1963 bis 1969 war er Professor in Utrecht, 1968 Gastprofessor und von 1969 bis zu seiner Emeritierung 1994 ordentlicher Professor an der Ohio State University in Columbus. Keller war Ehrendoktor der Western Michigan University in Kalamazoo.

## Weitere Werke
- (zusammen mit Jean Renson) Bibliographie des dictionnaires patois : Supplément (1934-1955), Genf/Lille 1955
- (Hrsg.) (in Verbindung mit Kurt Baldinger, Carl Theodor Gossen, Alwin Kuhn, Toni Reinhard) Etymologica. Walther von Wartburg zum siebzigsten Geburtstag, 18. Mai 1958. Von Freunden und Schülern gewidmet, Tübingen 1958
- (Zusammen mit Walther von Wartburg und Robert Geuljans) Bibliographie des dictionnaires patois galloromans 1550-1967, Genf 1969
- (Hrsg.) (in collaboration with Jean-Marie D’Heur, Guy R. Mermier, Marc Vuijlsteke)  Studia occitanica in memoriam Paul Remy [1919–1979], 2 Bände, Kalamazoo 1986
- (Hrsg.) Romance epic. Essays on a Medieval literary genre, Kalamazoo 1987
- Autour de Roland. Recherches sur la chanson de geste, Paris/Genf 1989, 2003
- (Hrsg.) La vie de sainte Marguerite, Tübingen 1990
- (Hrsg.) Jehan Bagnyon, L'histoire de Charlemagne (parfois dite <<Roman de Fierabras>>), Genf 1992
- (Hrsg.) La geste de Garin de Monglane en prose, Aix-en-Provence 1994
- (Hrsg.) (zusammen mit Nikki L. Kaltenbach) Galien le Restoré en prose, Paris/Genf 1998